# Reginaldo Rossi
Reginaldo Rodrigues dos Santos, mais conhecido como Reginaldo Rossi (Recife, 14 de fevereiro de 1943 – Recife, 20 de dezembro de 2013), foi um cantor e compositor brasileiro, com inúmeros sucessos nacionais, Reginaldo ficou conhecido como o "Rei do Brega".

## Biografia
Reginaldo nasceu no Recife, capital de Pernambuco, em 14 de fevereiro de 1943. Foi estudante de graduação em engenharia civil por quatro anos e ensinava física e matemática. Com influência de Elvis Presley e dos Beatles, começou a carreira artística cantando rock e foi crooner em boates. Seu nome artístico usa o sobrenome de sua avó.

## Carreira artística

### Anos 1960
Iniciou sua carreira artística em 1964, comandando o grupo de rock The Silver Jets, depois integrando-se à Jovem Guarda. No início, abria shows de Roberto Carlos.
Reginaldo Rossi lançou muitos álbuns durante sua carreira, sendo os três primeiros no estilo da época, o rock da Jovem Guarda: O Pão (1966), Festa dos Pães (1967) e O Quente (1968).

### Anos 1970
Na década de 1970 que Rossi se afastou do rock com o trabalho À Procura de Você, que o iniciou no gênero brega-romântico. Gravou sete álbuns durante esse período, quase todos pela gravadora CBS, quando grandes nomes da Jovem Guarda gravavam suas canções.
Em 1972 lançou Mon Amour, Meu Bem, Ma Femme seu maior sucesso até então. Nessa mesma década lançou outros hits, como: Desterro e Pedaço De Mau Caminho.

### Anos 1980
A década de 1980 começou com o sucesso do álbum A Volta, que trouxe as canções Volta, Amor, Amor, Amor e Recife, quando Reginaldo Rossi ganhou seu primeiro disco de ouro, com mais de 100 000 cópias vendidas. Em 1982 lançou A Raposa e as Uvas, Feito De Amor (L'Ultima Cosa) e A Volta.
Nos anos 1980, Reginaldo já era um sucesso nacional e não só nas regiões Norte e Nordeste, mas ainda não tinha um sucesso que alcançasse todo o país. Em 1987, lançou um de seus maiores sucessos: Garçom. Com ela, o artista alcançou a marca de dois milhões de cópias vendidas.

### Anos 1990
De 1990 até 1995, o cantor não lançou discos novos. Em 1998, foi a vez do CD Reginaldo Rossi ao Vivo, com sucessos como A Raposa e as Uvas e Mon Amour, meu Bem, ma Femme. Um ano depois, o CD Reginaldo Rossi the King teve a contribuição de convidados como Wanderléa, Erasmo Carlos, Golden Boys, Roberta Miranda, além da banda Planet Hemp. O disco vendeu um milhão de cópias.
Em fins da década de 1990 houve um ressurgimento de Reginaldo Rossi no sul do país, provocando relançamento de seus discos em CD. O cantor e compositor passou a ser visto como cult e assinou contrato com a gravadora Sony.

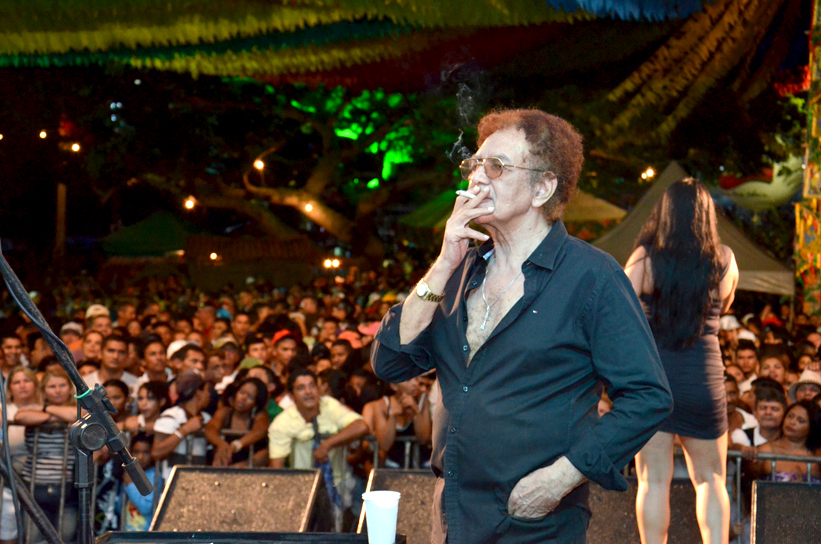
Reginaldo Rossi em show no município de Extremoz, em 2013

### Anos 2010
Em 2010 Reginaldo Rossi gravou seu último CD, o Cabaret do Rossi, em que fez questão de revisitar seus grandes sucessos e enfatizar o estilo brega. Sua última aparição pública foi na gravação do DVD da banda Calypso, em agosto. Porém, os dois últimos shows do cantor foram nos dias 21 e 22 de novembro no Manhattan Café Teatro, no Recife.

## Carreira política
Na política, Reginaldo foi candidato a vereador do município de Jaboatão dos Guararapes em 2008. Obteve 717 votos, ficando como o 119º mais votado. Filiado ao Partido Democrático Trabalhista (PDT), Reginaldo tentou se eleger novamente, dessa vez para deputado estadual, nas eleições de 2010. Novamente não teve êxito: conseguiu 14 934 votos e ficou na 93ª colocação no pleito.

## Morte
No dia 9 de dezembro de 2013, Rossi passou por um procedimento chamado toracocentese, que retirou dois litros de líquido acumulados entre a pleura e o pulmão. O resultado da biopsia, divulgado dois dias depois, confirmou o diagnóstico de câncer de pulmão.
Reginaldo Rossi morreu na manhã do dia 20 de dezembro de 2013, aos 70 anos, de falência de múltiplos órgãos, decorrente de um câncer de pulmão detectado dias antes. Seu corpo foi sepultado no Cemitério Morada da Paz em Paulista, Região Metropolitana do Recife, ao som de Recife, Minha Cidade, música que compôs em homenagem à sua terra natal.
Oito meses após sua morte, sua viúva Celeide Neves morreu, aos 67 anos, também no Recife, de infarto, em 15 de agosto de 2014.

## Discografia
LPs
- 1966 - O pão; Chantecler
- 1967 - Festa dos pães; Chantecler
- 1968 - O Quente (1968); Chantecler
- 1969 - Na Ânsia do Perfeito (compacto); Chantecler
- 1970 - À procura de você; CBS
- 1971 - Reginaldo Rossi; CBS
- 1972 - Nos teus braços; CBS
- 1973 - Reginaldo Rossi; CBS
- 1974 - Reginaldo Rossi; CBS
- 1976 - Reginaldo Rossi; Beverly
- 1977 - Chega de promessas; CBS
- 1978 - Deixa de Banca (compacto); CBS
- 1980 - A volta; EMI
- 1981 - Cheio de amor; EMI
- 1982 - A raposa e as uvas'; EMI
- 1983 - Sonha comigo; EMI
- 1984 - Não consigo te esquecer; EMI
- 1985 - Só sei que te quero bem; EMI
- 1986 - Com todo coração; EMI
- 1987 - Teu melhor amigo; EMI
- 1989 - Momentos de amor; EMI
- 1990 - O rei; EMI
- 1992 - Reginaldo Rossi; Celim

CDs
- 1996 - Reginaldo Rossi - Remasterizado; Polydisc
- 1997 - Reginaldo Rossi - Tão Sofrido; Harmony
- 1998 - Reginaldo Rossi Ao Vivo; Sony Music
- 1999 - Reginaldo Rossi - The King; Sony Music
- 2000 - Reginaldo Rossi - Leviana; Sony Music
- 2001 - Reginaldo Rossi ao vivo; Sony Music
- 2002 - Reginaldo Rossi - Luz do Sol; Sony Music
- 2003 - Ao Vivo, O melhor do brega; Indie Records
- 2006 - DVD Reginaldo Rossi; EMI
- 2010 - DVD Cabaret do Rossi; EMI

### Sucessos
- Se Meu Amor Não Chegar (Lindolfo Barbosa / Wilson Nascimento)
- Garçom (Reginaldo Rossi)
- A raposa e as uvas (Reginaldo Rossi)
- Recife, minha cidade (Reginaldo Rossi)
- O pão (Reginaldo Rossi, Orácio Faustino e Namyr Cury)
- Deixa de banca (versão de Borogodá, de Pocker, feita por Eduardo Araújo e Ferrer)
- Tô doidão (Picket e Felipe Thomas)
- Mon amour, meu bem, ma femme (Cleide)
- Era Domingo (Reginaldo Rossi)
- Ai, Amor (Reginaldo Rossi)
- Em Plena Lua de Mel (Reginaldo Rossi)
- Tenta Esquecer (Reginaldo Rossi)

## Prêmios
- Patrono do Brega[23]
- Prêmio da Música Brasileira como melhor cantor popular, pelo álbum ao vivo Cabaret do Rossi[24]

## Homenagens
No início de 2021, o “Rei do Brega” passou a ocupar fisicamente um espaço no Pátio de Santa Cruz, no centro de Recife, com uma estátua no reduto da boemia recifense, produzida pelo arquiteto e escultor Demétrio Albuquerque. Reginaldo está sentado, como em uma mesa de bar, com uma garrafa e um copo.

### Estatísticas
- 14 discos de   Ouro
- 2 discos de   Platina
- 1 disco duplo de   Platina
- 1 disco duplo de   Diamante